# Véhicule électrique au Luxembourg
Le véhicule électrique au Luxembourg se développe rapidement : à la fin de l'année 2022, 23% des nouvelles immatriculations au Luxembourg sont des véhicules électriques.
En 2023, 2% des véhicules du parc automobile au Luxembourg sont électriques.  

## Politique gouvernementale
En juin 2022, le gouvernement offre une aide de 8 000 euros pour l'achat d'un véhicule électrique. Ces aides sont valables jusqu'à mars 2024,.

## Bornes de recharge
En septembre 2022, le Luxembourg compte 1344 stations de recharge publiques.
En janvier 2023, le gouvernement national subventionne jusqu'à 50 % du coût des installations de bornes de recharge dans les parkings privés.